# Alfred Schmiljan
Alfred Schmiljan (* 19. Oktober 1875 in Berlin; † 9. November 1946 in Berlin-Friedenau) war ein deutscher Verwaltungsbeamter und Politiker (FVP, DDP, DStP).

## Leben
Marinedienst
Alfred Schmiljan leistete nach dem Schulbesuch ab 1890 Marinedienst und durchlief im Anschluss eine Offizierslaufbahn bei der Kaiserlichen Marine. 1906 schied er als Oberdeckoffizier aus dem aktiven Militärdienst aus.
Danzig
Danach wechselte er in die Verwaltung der Stadt Danzig. Er war zunächst Hilfsarbeiter, wurde 1907 verbeamtet und erhielt nach seiner Beförderung zum Oberstadtsekretär 1912 eine Stellung als Rechnungsführer.
Alfred Schmiljan wurde Mitglied der Fortschrittlichen  Volkspartei (FVP). Er war Mitglied des Preußischen Abgeordnetenhauses von  1913 bis 1918 für diese.
Von 1914 bis 1918 diente er als Soldat im Ersten Weltkrieg, zuletzt als Feuerwerksleutnant bei der Seewehr II.
Nach dem Kriegsende war Schmiljan seit 1919 wieder als Oberstadtsekretär in Danzig tätig.
Er wurde außerdem Mitglied der Verfassunggebenden Preußischen Landesversammlung für Westpreußen und war seit Mai 1919 erster stellvertretender Vorsitzender der Fraktion der Deutschen Demokratischen Partei. In Danzig gehörte er zu den Mitbegründern der Deutschdemokratischen Partei. Er wurde Mitglied der Stadtverordnetenversammlung 1919 und war Spitzenkandidat der Partei bei der Wahl zur verfassungsgebenden Versammlung 1920.
Des Weiteren war Schmiljan Vorsitzender der Arbeitsgemeinschaft der Beamten- und Lehrervereine von Danzig und Umgebung sowie des Vereins ehemaliger Deckoffiziere, Mitglied des Hansabundes und später Ehrenvorsitzender des Danziger Freistadtbeamtenbundes und des Vereins der Kommunalbeamten zu Danzig.
Im Juli 1920 verließ Schmiljan Danzig und gab dort alle seine Ämter auf.
 Löwenberg
Alfred Schmiljan zog nach Löwenberg in Schlesien und wurde dort Landrat. Im Dezember 1924 wurde er für die Deutsche Demokratische Partei in den Preußischen Landtag für den Wahlkreis 8 (Liegnitz) gewählt. Seit 1929 war er Mitglied des DDP-Parteiausschusses. 1930 benannte die Partei sich in Deutsche Staatspartei um.
Am 19. August 1932 wurde Alfred Schmiljan in den einstweiligen Ruhestand versetzt. Er gab auch seine Mandate und Parteiämter auf.